# Műanyaghulladékok újrahasznosítása

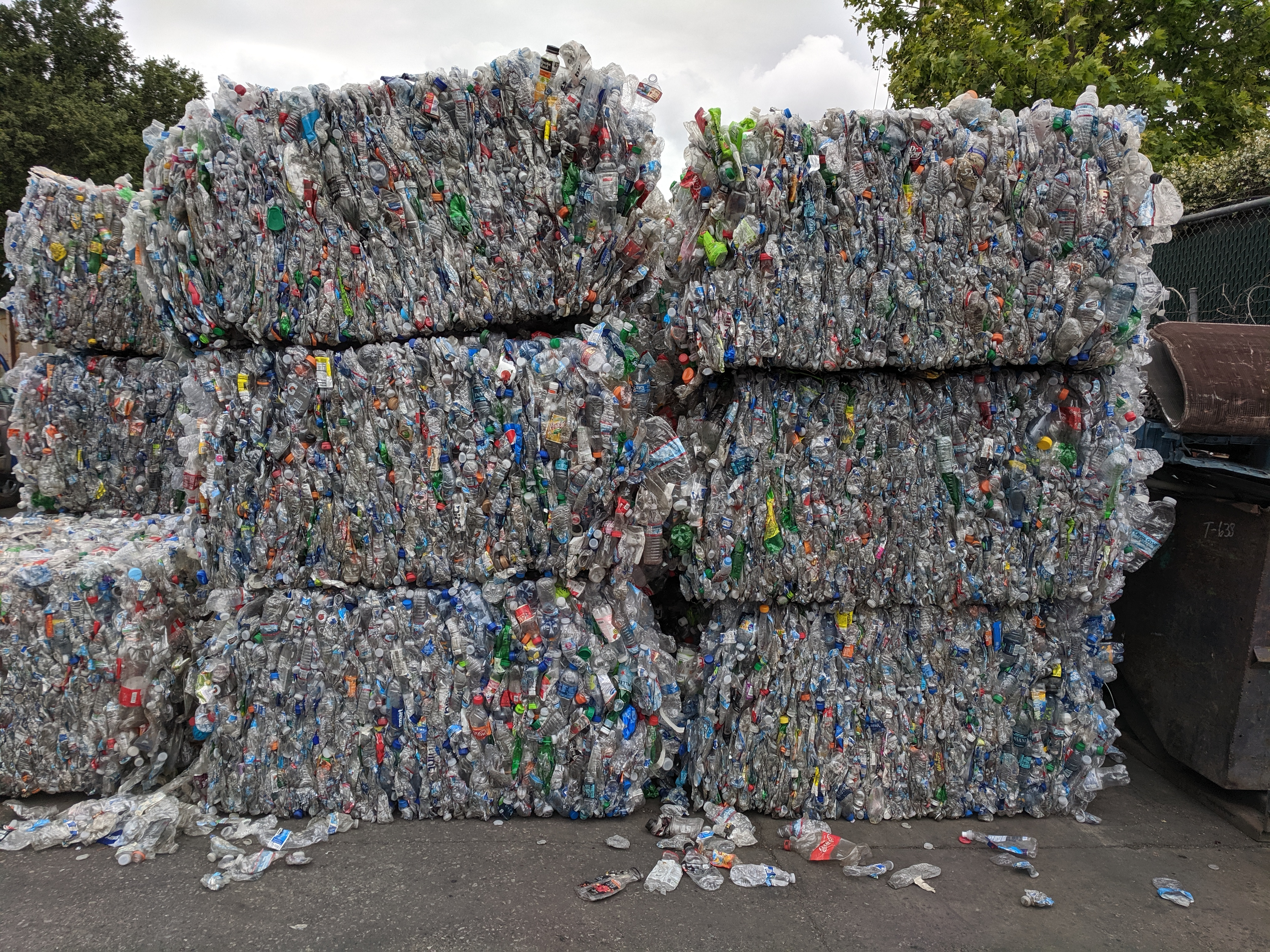
Bálák zúzott PET italos palackokból egy újrahasznosító üzemben

A műanyagok természetes anyagokból (kőolaj, szén, földgáz és növények) származnak kémiai szintézisek folyamán, de a biológiai átalakulás miatt a természetbe már nem visszaforgathatók, sőt károsítják azt, ezért szükséges a használt hulladékot kíméletesen eltávolítani, vagy olyan módon újrahasznosítani, hogy minél kevesebb műanyagot kelljen hulladékként kezelni, ezáltal azok nem égetéssel és más kémiai lebontással lennének felhasználva, hanem a piacra visszakerülhetnek.

## Hulladék keletkezésének csökkentése
A gyártási technológiánál is sokat számít, hogy mennyi csomagolóanyaggal látják el az egyes termékeket. Fogyasztó részről is lehet csökkenteni.  
Technikai módszerekkel elérhető csökkentések 
- kevesebb csomagolóanyagot tartalmazó, ill. újrahasznosított termékek előnyben részesítése
- a több különböző anyagból előállított csomagolások, egyszer-használatos termékek kerülése
- visszaváltható palackok
- közvetlenül a termelőtől való vásárlás, saját termelés

Közgazdasági módszerrel való csökkentés:
- műanyag termékek árképzése: nyersanyagoktól a termelésen át a használat és hulladékmentesítés folyamatai, költségei megjelennek a termék árában, MSZ EN ISO 14001, ISO 14040, ISO 14044 (LCA és LCC alapján)

## Szelektív hulladékgyűjtés
Alapvető feltétele az újrahasznosításnak. Nyugat-Európában régebb óta elterjedt, viszont Magyarországon is egyre nagyobb a részvétel.

## Hulladékbevétel, hulladékfajták
A hulladékokat a keletkezésük és tisztaságuk alapján különböztetjük meg egymástól. Így például megkülönböztetünk tiszta, kevert és szennyezett hulladékot. Szennyezett pl. a szelektíven gyűjtött műanyagba nem keverhető zsíros-olajos anyag, tiszta pl. a gyárban keletkező vágási hulladék. A hulladék legnagyobb része (62%) csomagolásból származik. Ezt követik az építő-, autó- és elektronika iparból származó műanyagok 7, 5 és 4%-kal. Ennek kevesebb, mint fele kerül felhasználásra. Energiát a műanyag elégetésével nyernek, valamint más része másodnyersanyagként kerül felhasználásra. A települési hulladékból a műanyag hulladék 35%-át hasznosították újra 2020-ban Magyarországon (lásd külső hiv.). A folyók ártéri, árvízi hulladékainak jelentős része szintén műanyag pl. a  Bodrogon (lásd külső hiv.).  
Az újrahasznosítás fajtája a hulladék minőségétől függ, pl. tengeri hulladék újrafeldolgozva élelmiszeripari célra nem alkalmas.
A műanyagok feldolgozhatóság szempontjából két nagy csoportra oszthatók, mint hőre lágyuló (termoplaszt) és hőre keményedő (duroplaszt) műanyagok. Mind a szennyezettség, mind a hőre való változás alapvetően befolyásolja a hulladék feldolgozhatóságát. 

## Újrahasznosítás folyamata

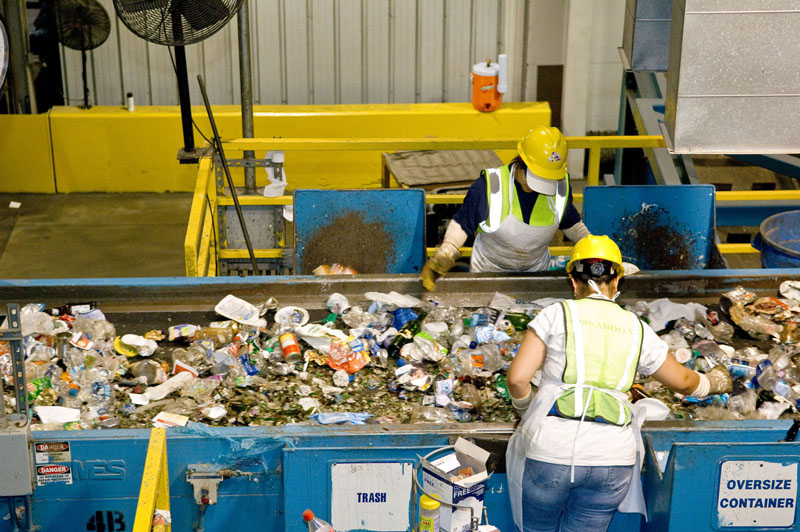
Műanyaghulladékok válogatása egy feldolgozó központban

Megkülönböztetünk értéknövelő és értékcsökkentő újrahasznosítást. A műanyag hulladék szelektív válogatása, műanyagfajtánként való szétválogatása után az illető eredeti termékhez szükséges alapanyagot lehet előállítani. Ez a hulladék értékét ismét eredeti alapanyag szintjére emeli. Ez a művelet a jelenlegi technikai felkészültséggel kb. 2-3-szor ismételhető meg. Ha a műanyag hulladékot vegyes műanyag hulladékként hasznosítjuk, pl. préselés után tégla gyártására, akkor az eredeti alapanyaghoz képest értéke csökken, de kiválthatunk vele fosszilis égetéssel gyártott terméket (pl. kisméretű  téglát), vagy magát az égetéssel történő megsemmisítést. Új termékek előállítása az ÉMI közreműködésével történhet, a technológiák és termékek minősítésével. 
Az újrahasznosítás fő típusai:
- mechanikai újrafeldolgozás
- kémiai újrahasznosítás
- termikus hasznosítás
- biológiai hasznosítás

Mechanikai és kémiai feldolgozás fő lépései
- Válogatás
- Tisztítás magas nyomású folyadékkal
- Vegyes és szennyezett hulladékok esetén áram-előkezelés
- Darálás
- Regranulátum készítése
- Gázosítás
- Hidrogénezés

## Energetikai felhasználás
Az energetikai hasznosítás a hulladékhierarchia Archiválva 2012. november 25-i dátummal a Wayback Machine-ben végén található, ezért környezeti szempontból nem tartozik a legjobb megoldások közé. Ide tartozik a hulladékok elégetése fűtőanyagként, ami elsősorban cementgyárainkra, erőműveinkre jellemző. Másik módszer a hulladékégető művekben történő égetés, ahol hőt állítanak elő, vagy elektromos áramot. Ennek a megoldásnak komoly hátránya az égetés által okozott légszennyezés és a másodnyersanyagok elvesztése, illetve az egyéb társadalmi károk.
- erőművek
- cementgyárak
- hulladékégetők

## Ökológiai értékelés
Környezetpolitikai vitáknál gyakran előkerül a hulladék hasznosításának jellege. Környezeti szempontból a másodlagos nyersanyagként való hasznosítás a legcélszerűbb. A kémiai újrahasznosítás lebontást jelent, a kapott anyag alapanyagként szolgálhat upcycling műveletekhez. Ehhez viszont annyi energia kell, mint az eredeti műanyaggyártáshoz.  

## Külső hivatkozások
- tengeri műanyag szemét újrahasznosítás egy példája
- Lakossági hulladékudvarok adatbázisa
- Lakossági hulladékgyűjtő szigetek adatbázisa
- Műanyag hulladék - Szelektív hulladékgyűjtés
- Műanyag hulladék hatásai, újrahasznosítás folyamatábrája, ipari fotók, műanyaghatározó! Archiválva 2013. november 23-i dátummal a Wayback Machine-ben
- Műanyagok az óceánban
- Tégla újrahasznosított műanyagból
- Masukó beton
- Műanyag hulladék újrahasznosított Magyarországon
- Hordalék a Bodrogon Archiválva 2021. január 18-i dátummal a Wayback Machine-ben